# Giovanni Savarese
Giovanni Savarese Rubinaccio (Caracas, 14 luglio 1971) è un ex calciatore e allenatore di calcio venezuelano, di ruolo attaccante.

## Biografia
Nato a Caracas, ha origini campane. Il padre è originario di Nocera Inferiore, in provincia di Salerno, mentre la madre di Quindici, in provincia di Avellino.

## Caratteristiche tecniche
Giocava come centravanti.

## Carriera

### Club
Dopo l'inizio di carriera in Venezuela, si unì ai Long Island Rough Riders dopo aver giocato a livello di college; con Tony Meola e Chris Armas contribuì alla vittoria del campionato USISL 1995. Scelto dai New York/New Jersey MetroStars al nono turno del primo draft della Major League Soccer, segnò le prime otto reti della storia del club, la prima il 13 aprile 1996 contro i Los Angeles Galaxy.
Continuò poi ai MetroStars per tre stagioni, segnando 41 reti in campionato, e con 44 goal in tutte le competizioni è anche il miglior marcatore della storia della società. Si trasferì al New England Revolution prima dell'inizio della Major League Soccer 1999; passato al Perugia nel 2000, non debuttò mai in Serie A in quanto la società umbra lo girò subito in prestito alla Viterbese con cui disputò la seconda parte del campionato di Serie C1 1999-2000 racimolando solo sette presenze senza alcun gol. Nonostante il ridotto apporto dell'attaccante la squadra laziale riuscì comunque a qualificarsi ai play-off promozione, persi poi in semifinale contro l'Ascoli.
Smaltita la delusione per la mancata promozione, nell'estate 2000 gli si aprì la possibilità di tornare negli Stati Uniti, firmando per i San Jose Earthquakes, ma nei quattro match che disputò non segnò alcuna rete. Giocò poi in Inghilterra con lo Swansea City nella Football League Second Division e per il Millwall prima di trasferirsi al Deportivo Italchacao in Venezuela. Dopo un breve passaggio nuovamente in Italia alla Torres, con cui scese in campo una sola volta nella prima parte del campionato di Serie C1 2003-2004, si ritirò con i Rough Riders nel 2004.

### Nazionale
Con la Nazionale di calcio del Venezuela conta 24 presenze e 6 reti.

### Dopo il ritiro da calciatore
Dopo aver terminato la sua carriera agonistica è diventato commentatore tecnico per l'emittente ESPN.

### Allenatore
Il 19 novembre 2012 gli viene assegnato il ruolo di allenatore dei New York Cosmos. Vince il campionato nel 2013, 2015 e 2016.
Il 18 dicembre 2017 viene annunciato come allenatore dei Portland Timbers.

## Statistiche

### Cronologia presenze e reti in nazionale
| Cronologia completa delle presenze e delle reti in nazionale ― Venezuela | Cronologia completa delle presenze e delle reti in nazionale ― Venezuela | Cronologia completa delle presenze e delle reti in nazionale ― Venezuela | Cronologia completa delle presenze e delle reti in nazionale ― Venezuela | Cronologia completa delle presenze e delle reti in nazionale ― Venezuela | Cronologia completa delle presenze e delle reti in nazionale ― Venezuela | Cronologia completa delle presenze e delle reti in nazionale ― Venezuela | Cronologia completa delle presenze e delle reti in nazionale ― Venezuela |
| Data                                                                     | Città                                                                    | In casa                                                                  | Risultato                                                                | Ospiti                                                                   | Competizione                                                             | Reti                                                                     | Note                                                                     |
| ------------------------------------------------------------------------ | ------------------------------------------------------------------------ | ------------------------------------------------------------------------ | ------------------------------------------------------------------------ | ------------------------------------------------------------------------ | ------------------------------------------------------------------------ | ------------------------------------------------------------------------ | ------------------------------------------------------------------------ |
| 26-3-1989                                                                | Caracas                                                                  | Venezuela                                                                | 1 – 2                                                                    | Paraguay                                                                 | Amichevole                                                               | -                                                                        | 46’                                                                      |
| 30-3-1989                                                                | Maturín                                                                  | Venezuela                                                                | 0 – 0                                                                    | Paraguay                                                                 | Amichevole                                                               | -                                                                        | 46’                                                                      |
| 27-3-1996                                                                | Città del Guatemala                                                      | Guatemala                                                                | 3 – 0                                                                    | Venezuela                                                                | Amichevole                                                               | -                                                                        | 86’                                                                      |
| 2-6-1996                                                                 | Barinas                                                                  | Venezuela                                                                | 1 – 1                                                                    | Cile                                                                     | Qual. Mondiali 1998                                                      | -                                                                        | 67’ 77’                                                                  |
| 7-7-1996                                                                 | La Paz                                                                   | Bolivia                                                                  | 6 – 1                                                                    | Venezuela                                                                | Qual. Mondiali 1998                                                      | -                                                                        | 40’ 46’                                                                  |
| 9-10-1996                                                                | San Cristóbal                                                            | Venezuela                                                                | 2 – 5                                                                    | Argentina                                                                | Qual. Mondiali 1998                                                      | 1                                                                        | 68’                                                                      |
| 10-11-1996                                                               | Lima                                                                     | Perù                                                                     | 4 – 1                                                                    | Venezuela                                                                | Qual. Mondiali 1998                                                      | -                                                                        | 46’                                                                      |
| 15-12-1996                                                               | San Cristóbal                                                            | Venezuela                                                                | 0 – 2                                                                    | Colombia                                                                 | Qual. Mondiali 1998                                                      | -                                                                        | 74’                                                                      |
| 12-1-1997                                                                | Mérida                                                                   | Venezuela                                                                | 0 – 2                                                                    | Paraguay                                                                 | Qual. Mondiali 1998                                                      | -                                                                        | 11’                                                                      |
| 29-4-1997                                                                | Santiago del Cile                                                        | Cile                                                                     | 6 – 0                                                                    | Venezuela                                                                | Qual. Mondiali 1998                                                      | -                                                                        |                                                                          |
| 8-6-1997                                                                 | Valera                                                                   | Venezuela                                                                | 1 – 1                                                                    | Bolivia                                                                  | Qual. Mondiali 1998                                                      | 1                                                                        |                                                                          |
| 6-7-1997                                                                 | Maracaibo                                                                | Venezuela                                                                | 1 – 1                                                                    | Ecuador                                                                  | Qual. Mondiali 1998                                                      | -                                                                        |                                                                          |
| 20-7-1997                                                                | Buenos Aires                                                             | Argentina                                                                | 2 – 0                                                                    | Venezuela                                                                | Qual. Mondiali 1998                                                      | -                                                                        |                                                                          |
| 20-8-1997                                                                | Barinas                                                                  | Venezuela                                                                | 0 – 3                                                                    | Perù                                                                     | Qual. Mondiali 1998                                                      | -                                                                        |                                                                          |
| 31-5-2000                                                                | San Cristóbal                                                            | Venezuela                                                                | 3 – 1                                                                    | Panama                                                                   | Amichevole                                                               | 1                                                                        | 21’                                                                      |
| 4-6-2000                                                                 | Bogotà                                                                   | Colombia                                                                 | 3 – 0                                                                    | Venezuela                                                                | Qual. Mondiali 2002                                                      | -                                                                        | 53’                                                                      |
| 21-6-2000                                                                | Panama                                                                   | Panama                                                                   | 2 – 0                                                                    | Venezuela                                                                | Amichevole                                                               | -                                                                        |                                                                          |
| 28-6-2000                                                                | San Cristóbal                                                            | Venezuela                                                                | 4 – 2                                                                    | Bolivia                                                                  | Qual. Mondiali 2002                                                      | 2                                                                        | 72’                                                                      |
| 18-7-2000                                                                | Montevideo                                                               | Uruguay                                                                  | 3 – 1                                                                    | Venezuela                                                                | Qual. Mondiali 2002                                                      | 1                                                                        | 71’                                                                      |
| 25-7-2000                                                                | San Cristóbal                                                            | Venezuela                                                                | 0 – 2                                                                    | Cile                                                                     | Qual. Mondiali 2002                                                      | -                                                                        | 86’                                                                      |
| 16-8-2000                                                                | Lima                                                                     | Perù                                                                     | 1 – 0                                                                    | Venezuela                                                                | Qual. Mondiali 2002                                                      | -                                                                        | 70’                                                                      |
| 2-9-2000                                                                 | Asunción                                                                 | Paraguay                                                                 | 3 – 0                                                                    | Venezuela                                                                | Qual. Mondiali 2002                                                      | -                                                                        |                                                                          |
| 8-10-2000                                                                | Maracaibo                                                                | Venezuela                                                                | 0 – 6                                                                    | Brasile                                                                  | Qual. Mondiali 2002                                                      | -                                                                        | 76’                                                                      |
| 24-4-2001                                                                | San Cristóbal                                                            | Venezuela                                                                | 2 – 2                                                                    | Colombia                                                                 | Qual. Mondiali 2002                                                      | -                                                                        | 55’                                                                      |
| Totale                                                                   |                                                                          | Presenze                                                                 | 24                                                                       |                                                                          | Reti                                                                     | 6                                                                        |                                                                          |

### Statistiche da allenatore

#### Club
In grassetto le competizioni vinte.
| Stagione                | Squadra                 | Campionato              | Campionato | Campionato | Campionato | Campionato | Coppe nazionali | Coppe nazionali | Coppe nazionali | Coppe nazionali | Coppe nazionali | Coppe continentali | Coppe continentali | Coppe continentali | Coppe continentali | Coppe continentali | Altre coppe | Altre coppe | Altre coppe | Altre coppe | Altre coppe | Totale | Totale | Totale | Totale | % Vittorie | Piazzamento                         |
| Stagione                | Squadra                 | Comp                    | G          | V          | N          | P          | Comp            | G               | V               | N               | P               | Comp               | G                  | V                  | N                  | P                  | Comp        | G           | V           | N           | P           | G      | V      | N      | P      | %          | Piazzamento                         |
| ----------------------- | ----------------------- | ----------------------- | ---------- | ---------- | ---------- | ---------- | --------------- | --------------- | --------------- | --------------- | --------------- | ------------------ | ------------------ | ------------------ | ------------------ | ------------------ | ----------- | ----------- | ----------- | ----------- | ----------- | ------ | ------ | ------ | ------ | ---------- | ----------------------------------- |
| 2013                    | N.Y. Cosmos             | NASL                    | 14         | 9          | 4          | 1          | -               | -               | -               | -               | -               | -                  | -                  | -                  | -                  | -                  | SB          | 1           | 1           | 0           | 0           | 15     | 10     | 4      | 1      | 66,67      | 1º, Vince il Soccer Bowl            |
| 2014                    | N.Y. Cosmos             | NASL                    | 18         | 5          | 8          | 5          | USOC            | 3               | 2               | 0               | 1               | -                  | -                  | -                  | -                  | -                  | SB          | 1           | 0           | 0           | 1           | 24     | 7      | 8      | 7      | 29,17      | 6º                                  |
| 2015                    | N.Y. Cosmos             | NASL                    | 20         | 10         | 6          | 4          | USOC            | 3               | 1               | 1               | 1               | -                  | -                  | -                  | -                  | -                  | SB          | 2           | 2           | 0           | 0           | 25     | 13     | 7      | 5      | 52,00      | 3º, Vince il Soccer Bowl            |
| 2016                    | N.Y. Cosmos             | NASL                    | 22         | 14         | 5          | 3          | USOC            | 3               | 2               | 0               | 1               | -                  | -                  | -                  | -                  | -                  | SB          | 2           | 2           | 0           | 0           | 27     | 18     | 5      | 4      | 66,67      | 1º, Vince il Soccer Bowl            |
| 2017                    | N.Y. Cosmos             | NASL                    | 16         | 4          | 9          | 3          | USOC            | 1               | 0               | 0               | 1               | -                  | -                  | -                  | -                  | -                  | SB          | 2           | 0           | 1           | 1           | 19     | 4      | 10     | 5      | 21,05      | 4º, Perde la finale del Soccer Bowl |
| Totale New York Cosmos  | Totale New York Cosmos  | Totale New York Cosmos  | 90         | 42         | 32         | 16         |                 | 10              | 5               | 1               | 4               |                    |                    |                    |                    |                    |             | 8           | 5           | 1           | 2           | 108    | 52     | 34     | 22     | 48,15      |                                     |
| 2018                    | Portland Timbers        | MLS                     | 34+4       | 15+3       | 9+1        | 10         | USOC            | 3               | 2               | 0               | 1               | -                  | -                  | -                  | -                  | -                  | -           | -           | -           | -           | -           | 41     | 20     | 10     | 11     | 48,78      | 8º                                  |
| 2019                    | Portland Timbers        | MLS                     | 34+1       | 16         | 8          | 10+1       | USOC            | 4               | 3               | 0               | 1               | -                  | -                  | -                  | -                  | -                  | -           | -           | -           | -           | -           | 39     | 19     | 8      | 12     | 48,72      | 4°                                  |
| 2020                    | Portland Timbers        | MLS                     | 23+1       | 11         | 6+1        | 6          | -               | -               | -               | -               | -               | -                  | -                  | -                  | -                  | -                  | MisB        | 4           | 3           | 1           | 0           | 28     | 14     | 8      | 6      | 50,00      | 8°                                  |
| 2021                    | Portland Timbers        | MLS                     | 34+4       | 17+3       | 4+1        | 13         | -               | -               | -               | -               | -               | CCL                | 4                  | 1                  | 2                  | 1                  | -           | -           | -           | -           | -           | 42     | 21     | 7      | 14     | 50,00      | 5°                                  |
| 2022                    | Portland Timbers        | MLS                     | 34         | 11         | 13         | 10         | USOC            | 1               | 0               | 0               | 1               | -                  | -                  | -                  | -                  | -                  | -           | -           | -           | -           | -           | 35     | 11     | 13     | 11     | 31,43      | 15°                                 |
| 2023                    | Portland Timbers        | MLS                     | 23         | 6          | 8          | 9          | USOC            | 2               | 1               | 0               | 1               | -                  | -                  | -                  | -                  | -                  | LC          | 3           | 1           | 0           | 2           | 28     | 8      | 8      | 12     | 28,57      |                                     |
| Totale Portland Timbers | Totale Portland Timbers | Totale Portland Timbers | 182+10     | 76+6       | 48+3       | 58+1       |                 | 10              | 6               | 0               | 4               |                    | 4                  | 1                  | 2                  | 1                  |             | 7           | 4           | 1           | 2           | 213    | 93     | 54     | 66     | 43,66      |                                     |
| Totale carriera         | Totale carriera         | Totale carriera         | 282        | 124        | 83         | 75         |                 | 20              | 11              | 1               | 8               |                    | 4                  | 1                  | 2                  | 1                  |             | 15          | 9           | 2           | 4           | 321    | 145    | 88     | 88     | 45,17      |                                     |

## Palmarès

### Giocatore
- USISL Pro League: 1

Rough Riders: 1995

### Allenatore
- Campionato NASL II: 3

New York Cosmos: 2013, 2015, 2016
- MLS is Back Tournament: 1

Portland Timbers: 2020